# Lijst van burgemeesters van Wormer
Dit is een lijst van burgemeesters van de voormalige Nederlandse gemeente Wormer. Op 1 januari 1991 ging die gemeente op in de nieuwe gemeente Wormerland.
| Ambtsperiode                       | Naam burgemeester              | Partij of stroming | Bijzonderheden                                                      |
| ---------------------------------- | ------------------------------ | ------------------ | ------------------------------------------------------------------- |
| 1812 - 1827                        | François de Bas                |                    | eerst schout                                                        |
| 1827 - 1852                        | Hero Stant                     |                    |                                                                     |
| 1852 - 1854                        | Adriaan Wildschut              |                    | tevens burgemeester van Jisp (1845-1859) en Wijdewormer (1852-1859) |
| 1854 - 1868                        | Dirk van Egmond                |                    |                                                                     |
| 1868 - 1898                        | Cornelis Wildschut             |                    | tevens burgemeester van Jisp en Wijdewormer (beide 1859-1902)       |
| 1898 - 1910                        | Lourens Rempt                  |                    |                                                                     |
| 27 oktober 1910 - 16 juli 1919     | Dirk (D.) Kooiman              | VDB                | aansluitend burgemeester van Purmerend                              |
| 8 september 1919 - 1944            | Pieter Kooiman                 |                    | voorheen burgemeester van Zuid- en Noord-Schermer                   |
| december 1944 - 1945?              | P. de Vries                    | NSB                | waarnemend (tevens wnd. burgemeester van Wormerveer)                |
| mei 1945 - 1 augustus 1946         | A. Slager                      |                    | waarnemend (burgemeester van Wormerveer)                            |
| 1 augustus 1946 - 1 juli 1975      | Amelius (A.) Loggers           | PvdA / partijloos  | tevens waarnemend burgemeester van Jisp (1955-1961)                 |
| 16 augustus 1975 - 31 januari 1982 | mr. Pierre (P.M.G.P.) Janssens | PvdA               | later burgemeester van Hoorn                                        |
| 1 november 1982 - 31 december 1990 | Cock (C.A.) Kerling-Simons     | PvdA               | [ 6 ]                                                               |